# Трансиранский маршрут

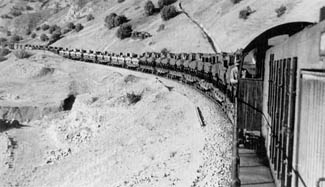
Поезд, идущий по трансиранскому маршруту.

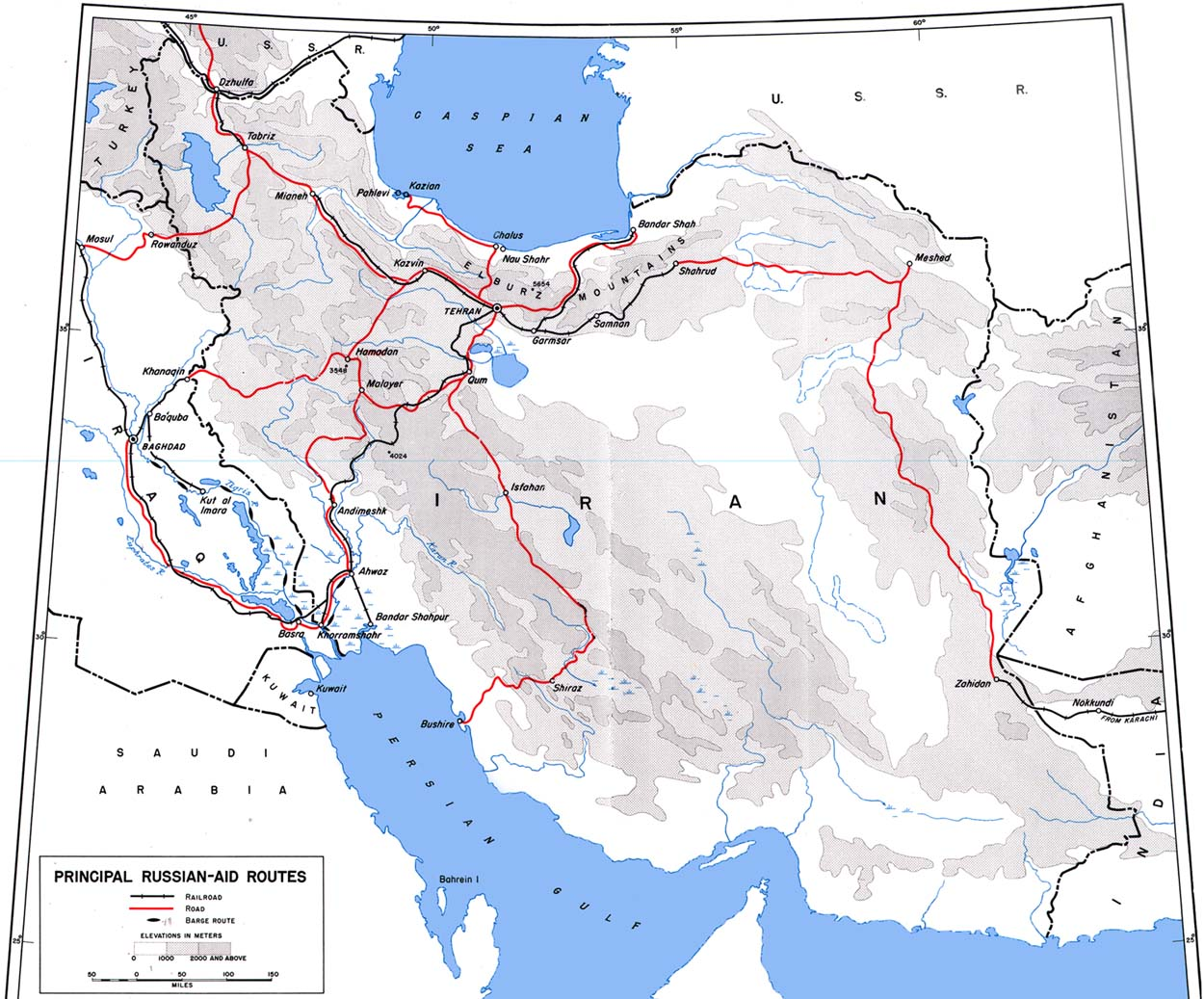
Карта маршрута.

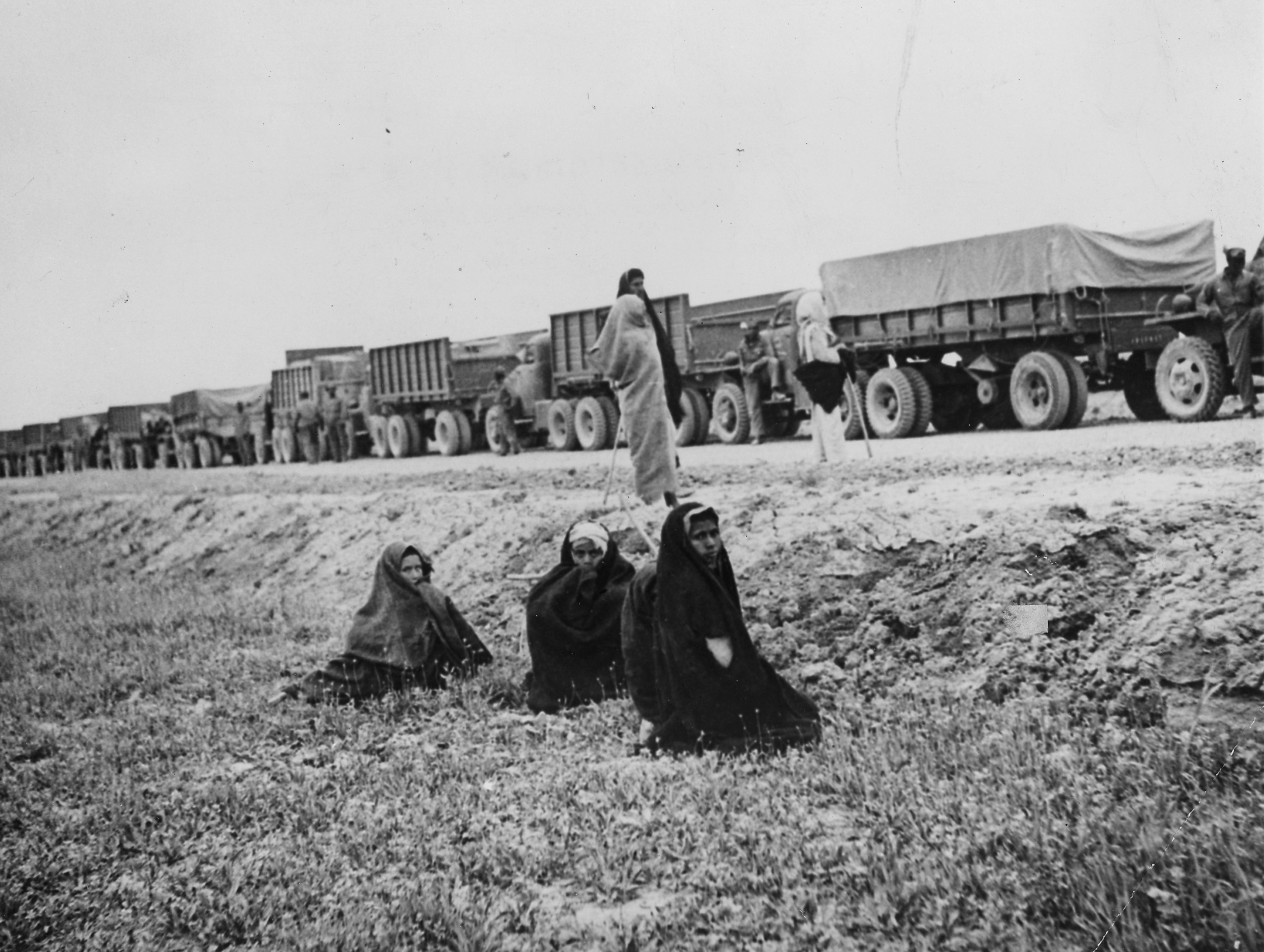
Студебекеры в Иране по пути в СССР.

Трансиранский маршрут (англ. Persian Corridor — «Персидский коридор») — один из маршрутов доставки грузов из США и Великобритании в СССР во время Второй мировой войны.
Грузы по «Персидскому коридору», в основном, поставлялись в рамках ленд-лиза.

## История
Трансиранский маршрут в августе 1941 года позволял транспортировать всего 10 000 тонн в месяц. Чтобы увеличить объёмы поставок, требовалось провести масштабную модернизацию транспортной системы Ирана, в частности, портов в Персидском заливе и трансиранской железной дороги. С этой целью союзники (СССР и Великобритания) в августе 1941 года оккупировали Иран. К октябрю 1942 года объёмы поставок удалось поднять до 30 000 тонн, а к маю 1943 — до 100 000 тонн в месяц.
На железнодорожной линии Джульфа—Тебриз действовало советское военно-эксплуатационное отделение № 17, сформированное 1 июля 1941 года силами Закавказской железной дороги, также в Иране действовало созданное НКПС 15 июня 1942 года военно-эксплуатационное отделение № 50.
По территории Ирана грузы доставлялись к границам Союза ССР не только силами советских военнослужащих и железнодорожников, но была задействована также и военно-транспортная служба Британской Индийской армии. Несколько индийских военнослужащих были награждены советскими орденами.
Далее доставка грузов осуществлялась судами Каспийской военной флотилии, до конца 1942 года подвергавшимся активным атакам немецкой авиации. Морская часть пути от восточного побережья США до берегов Ирана (а именно, до портов Бушира и Басры), занимала около 75 дней и осуществлялась Транспортным корпусом ВС США.
Все импортные машины, сосредотачиваемые в городе Джульфа, перегонялись своим ходом в город Орджоникидзе.
Специально для ленд-лизовских поставок в Иране было построено несколько автомобильных заводов.

## Документы
- Приказ об организации перегона импортных автомашин из г. Джульфы в г. Орджоникидзе № 0230, от 3 апреля 1943 года[5][6].